# Liste des institutions spécialisées des Nations unies

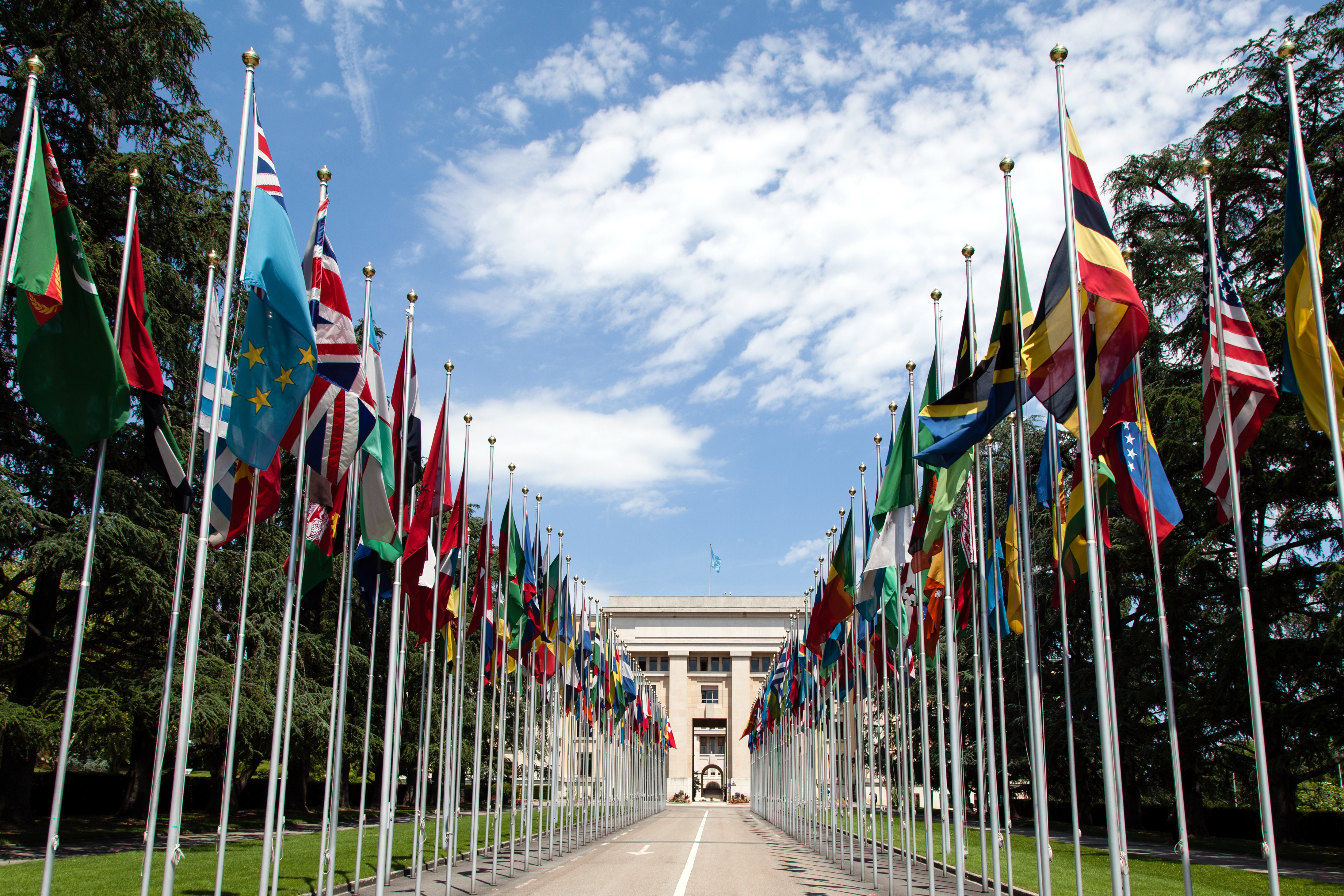
L'Office des Nations unies à Genève en Suisse est le deuxième plus grand centre des Nations unies après le siège des Nations unies à New York.

Les institutions spécialisées des Nations unies sont des organisations autonomes qui travaillent avec les Nations unies et entre elles par l'intermédiaire du Conseil économique et social des Nations unies au niveau intergouvernemental et par l'intermédiaire du Conseil des chefs de secrétariat pour la coordination (CCS) au niveau intersecrétariat,,.
L’un des principaux objectifs de l’ONU est de résoudre les problèmes économiques, sociaux, culturels et humanitaires par le biais de la coopération internationale. Plusieurs agences spécialisées ont été créées pour atteindre ces objectifs, agences qui peuvent ou non avoir été créées par l’ONU, mais qui ont été intégrées au système des Nations unies par le Conseil économique et social des Nations unies agissant en vertu des articles 57 et 63 de la Charte des Nations unies. À l’heure actuelle, l’ONU compte au total 15, agences spécialisées qui exercent diverses fonctions au nom de l’ONU. Les organismes spécialisés sont énumérés ci-dessous,.

## Organisation des Nations unies pour l'alimentation et l'agriculture (FAO)

Logotype de la FAO

L’Organisation des Nations unies pour l’alimentation et l’agriculture dirige les efforts internationaux visant à vaincre la faim. Au service des pays développés et des pays en développement, la FAO agit comme un forum neutre où toutes les nations se rencontrent sur un pied d’égalité pour négocier des accords et débattre des politiques. Le mandat de la FAO est d’améliorer les niveaux de nutrition, la productivité agricole, la vie des populations rurales et de contribuer à la croissance de l’économie mondiale. La FAO est la plus grande des agences des Nations unies. Il a été créé en 1945, succédant à l'Institut international d'agriculture. Son siège est à Rome, en Italie.

## Organisation de l'aviation civile internationale (OACI)

Drapeau de l'OACI

L’Organisation de l’aviation civile internationale (OACI) a été fondée en 1947. Elle codifie les principes et les techniques de la navigation aérienne internationale et favorise la planification et le développement du transport aérien international afin d’assurer une croissance sûre et ordonnée de ce secteur. Son siège est situé à Montréal, au Canada.
Le Conseil de l’OACI adopte des normes et des pratiques recommandées concernant la navigation aérienne, la prévention des interventions illicites et la facilitation des procédures de franchissement des frontières pour l'aviation civile internationale. En outre, l’OACI définit les protocoles d’enquête sur les accidents aériens suivis par les autorités de sécurité des transports dans les pays signataires de la Convention relative à l’aviation civile internationale.

## Fonds international de développement agricole (FIDA)
Le Fonds international de développement agricole (FIDA) a été créé en tant qu’institution financière internationale en 1977, comme l’un des principaux résultats de la Conférence mondiale de l’alimentation de 1974 et une réponse à la situation au Sahel à cette époque. Il se consacre à l’éradication de la pauvreté rurale dans les pays en développement. Son siège est à Rome, en Italie.

## Organisation internationale du travail (OIT)

Drapeau de l'OIT

L’Organisation internationale du travail (OIT) s’occupe des questions relatives au travail. Son siège est à Genève, en Suisse. Fondée en 1919, elle a été constituée à la suite des négociations du traité de Versailles et était initialement une agence de la Société des Nations. Elle est devenue membre du système des Nations unies après la disparition de la Société des Nations et la création de l’ONU à la fin de la Seconde Guerre mondiale. Son traité constitutif, tel qu’amendé à ce jour, comprend la Déclaration de Philadelphie sur les buts et objectifs de l’Organisation. Son secrétariat est connu sous le nom de Bureau international du Travail.

## Organisation maritime internationale (OMI)

Drapeau de l'OMI

L'Organisation maritime internationale (OMI), anciennement connue sous le nom d'Organisation intergouvernementale consultative de la navigation maritime (IMCO), a été créée en 1948 par les Nations unies pour coordonner la sécurité maritime internationale et les pratiques connexes. Cependant, l’OMI n’est entrée pleinement en fonctionnement qu’en 1958.
Basée à Londres, au Royaume-Uni, l'OMI encourage la coopération entre les gouvernements et l'industrie maritime pour améliorer la sécurité maritime et prévenir la pollution marine. L'OMI est régie par une assemblée de ses membres et est administrée financièrement par un conseil élus par l'assemblée. Les travaux de l’OMI sont menés par l’intermédiaire de cinq comités, qui sont appuyés par des sous-comités techniques. Les organisations membres du système des Nations unies peuvent observer les travaux de l’OMI. Le statut d’observateur peut être accordé à des organisations non gouvernementales qualifiées.
L'OMI s'appuie sur un secrétariat permanent composé de salariés représentants ses membres. Le secrétariat est composé d'un Secrétaire général élu périodiquement par l'Assemblée et de diverses divisions, notamment la sécurité maritime, la protection de l'environnement et une section des conférences. Elle favorise également la coopération internationale dans les domaines de l’éducation, de la science et de la culture.

## Fonds monétaire international (FMI)
Le Fonds monétaire international (FMI) fait partie du système des Nations unies et est lié par un accord de relation formel avec l’ONU, mais conserve son indépendance. Le FMI assure la coopération monétaire et la stabilité financière et sert de forum de conseil, de négociation et d’assistance sur les questions financières. Son siège social est à Washington DC, aux États-Unis d'Amérique.

## Union internationale des télécommunications (UIT)
L'Union internationale des télécommunications (UIT) a été créée pour normaliser et réglementer la radio et les télécommunications internationales. Elle a été fondée sous le nom d'Union télégraphique internationale à Paris le 17 mai 1865. Ses principales tâches comprennent la normalisation, l'attribution du spectre radioélectrique et l'organisation des accords d'interconnexion entre différents pays pour permettre les appels téléphoniques internationaux. À cet égard, elle remplit pour les télécommunications une fonction similaire à celle que l'Union postale universelle (UPU) remplit pour les services postaux. Son siège est à Genève, en Suisse, à côté du campus de l'ONU à Genève.

## Organisation des Nations unies pour l'éducation, la science et la culture (ONUÉSC)

Drapeau de l'UNESCO

L'Organisation des Nations unies pour l'éducation, la science et la culture (UNESCO) est une agence spécialisée des Nations unies créée en 1945 et dont le siège est à Paris, en France. Son objectif déclaré est de contribuer à la paix et à la sécurité en promouvant la collaboration internationale par l’éducation, la science et la culture afin de propager davantage le respect universel de la justice, de l’état de droit et des droits de l’homme et des libertés fondamentales proclamés dans la Charte des Nations unies.

## Organisation des Nations unies pour le développement industriel (ONUDI)
L'Organisation des Nations unies pour le développement industriel (ONUDI) est l'agence spécialisée des Nations unies qui promeut le développement industriel inclusif et durable, dont le siège est à Vienne, en Autriche. L’organisation se penche sur certains des problèmes les plus urgents de notre époque et s’efforce d’accélérer la croissance économique pour apporter la prospérité à tous tout en préservant l’environnement. Le mandat de l’ONUDI est pleinement aligné sur l’agenda mondial du développement, qui souligne le rôle central de l’industrialisation et son importance en tant que catalyseur clé pour les 17 objectifs mondiaux, et en particulier pour l’ODD 9.

## Union postale universelle (UPU)

Drapeau de l'UPU

L'Union postale universelle (UPU), dont le siège est à Berne, en Suisse, coordonne les politiques postales entre les pays membres et, par conséquent, le système postal mondial. Chaque pays membre accepte le même ensemble de conditions pour l’exécution des tâches postales internationales.

## Groupe de la Banque mondiale (GBM)
Le Groupe de la Banque mondiale fait partie du système des Nations unies et est lié par un accord de relation formel avec l’ONU, mais conserve son indépendance. Le GBM comprend un groupe de cinq institutions juridiquement distinctes mais affiliées : la Banque internationale pour la reconstruction et le développement (BIRD), la Société financière internationale (SFI), l'Association internationale de développement (AID), l'Agence multilatérale de garantie des investissements (AMGI) et le Centre international pour le règlement des différends relatifs aux investissements (CIRDI). Il s’agit d’une source vitale d’assistance financière et technique pour les pays en développement du monde entier. Sa mission est de lutter contre la pauvreté pour des résultats durables et d’aider les populations à s’aider eux-mêmes et leur environnement en fournissant des ressources, en partageant des connaissances, en renforçant les capacités et en forgeant des partenariats dans les secteurs public et privé. Le siège du GBM est situé à Washington DC, au États-Unis.

### Banque internationale pour la reconstruction et le développement (BIRD)
La Banque internationale pour la reconstruction et le développement accorde des prêts aux pays en développement pour des programmes de développement dont l’objectif déclaré est de réduire la pauvreté.

### Association internationale de développement (ADI)
Le mandat de l'Association internationale de développement est proche de celui de la Banque internationale pour la reconstruction et le développement, avec une attention particulière portée aux pays les plus pauvres.

### Société financière internationale (SFI)
La Société financière internationale est la plus grande source multilatérale de financement par prêts et par actions pour les projets du secteur privé dans les pays en développement.

Drapeau de l'OMS

L’Organisation mondiale de la santé (OMS) agit en tant qu’autorité de coordination en matière de santé publique internationale et s’occupe de la santé, de l’assainissement et des maladies et envoie des équipes médicales pour aider à lutter contre les épidémies. Créée le 7 avril 1948, lorsque 26 membres des Nations unies ont ratifié son traité constitutif, l’agence a hérité du mandat et des ressources de son prédécesseur, l’Organisation de la santé, qui était une agence de la Société des Nations. Le 7 avril est désormais célébré chaque année comme la journée mondiale de la santé. L’OMS est par un directeur général et ses 194 États membres par l’intermédiaire de l’Assemblée mondiale de la santé. Son siège social est à Genève, en Suisse.

## Organisation mondiale de la propriété intellectuelle (OMPI)
L'Organisation mondiale de la propriété intellectuelle (OMPI) est une institution spécialisée des Nations unies créée en 1967 et dont le siège est à Genève, en Suisse. Son objectif est d’encourager l’activité créative et de promouvoir la protection de la propriété intellectuelle dans le monde entier. L’organisation administre plusieurs traités concernant la protection des droits de propriété intellectuelle.

## Organisation météorologique mondiale (OMM)

Drapeau de l'OMM

L’Organisation météorologique mondiale (OMM) est issue de l’Organisation météorologique internationale (OMI), fondée en 1873. Créée en 1950, l’OMM est devenue l’institution spécialisée des Nations unies pour la météorologie moderne (temps et climat), l’hydrologie opérationnelle et les sciences géophysiques connexes. Son siège social est à Genève, en Suisse.

## ONU Tourisme
L'ONU Tourisme (anciennement Organisation mondiale du tourisme des Nations unies, OMT) a été créée en 1974 à Madrid, en Espagne, pour remplacer l'Union internationale des organismes officiels de publicité touristique (UIOTPO). ONU Tourisme compte 160 États membres et 350 membres affiliés représentant des organisations privées, des établissements d’enseignement et autres. Son siège est à Madrid. L’Organisation mondiale du tourisme sert de forum pour les politiques touristiques et constitue une source pratique de savoir-faire touristique. En 2023, l'OMT décide se renommer en ONU Tourisme.

## Ancienne agence spécialisée
La seule agence spécialisée des Nations unies à avoir disparu est l’Organisation internationale pour les réfugiés (OIR), qui a existé de 1946 à 1952. En 1952, il a été remplacé par le Haut Commissariat des Nations unies pour les réfugiés (HCR), qui est un organe subsidiaire de l'Assemblée générale des Nations unies (AGNU).

## Organisations apparentées
Il existe d’autres organisations intergouvernementales qui ont conclu des accords de coopération avec les Nations unies. En termes de structures de coopération, certains accords se rapprochent beaucoup des accords de relations conclus en vertu des articles 57 et 63 de la Charte des Nations unies avec les institutions spécialisées, mais en raison des exigences de la Charte selon lesquelles les institutions traitent des « domaines économiques, sociaux, culturels, éducatifs, de la santé et des domaines connexes », les organisations ayant conclu de tels accords ne sont pas formellement des institutions spécialisées des Nations unies,,,,,. Ces organisations sont appelées organisations apparentées par l’ONU.
L’Agence internationale de l’énergie atomique (AIÉA) a conclu un tel accord avec l’ONU en 1957. L’Organisation pour l’interdiction des armes chimiques (OIAC) et l’ Organisation du Traité d’interdiction complète des essais nucléaires (OTICE) ont également utilisé ce modèle pour leurs propres accords avec l’ONU,,.

### Commission préparatoire de l'Organisation du Traité d'interdiction complète des essais nucléaires (OTICE)
La Commission préparatoire de l’Organisation du Traité d’interdiction complète des essais nucléaires est chargée de préparer les activités de l’organisation de non-prolifération nucléaire.

### Agence internationale de l'énergie atomique (AIÉA)

Drapeau de l'AIÉA

L'Agence internationale de l'énergie atomique (AIÉA) est une organisation intergouvernementale de coopération scientifique et technique dans le domaine de la technologie nucléaire. Son siège est à Vienne, en Autriche. Elle vise à promouvoir l’utilisation pacifique de l’énergie nucléaire et à empêcher son utilisation à des fins militaires. L’AIÉA a été créée en tant qu’organisation autonome le 29 juillet 1957. Avant cela, en 1953, le président étatsunien Dwight D. Eisenhower avait envisagé la création de cet organisme international pour contrôler et développer l'utilisation de l'énergie atomique, dans son discours « Atomes pour la paix » devant l'Assemblée générale de l'ONU. L'organisation et son ancien directeur général, Mohamed ElBaradei, ont reçu conjointement le prix Nobel de la paix annoncé le 7 octobre 2005. En 2024, l’AIÉA comptait 171 pays membres.
Pour des raisons historiques et en raison de la nature politique de son travail, l’AIÉA n’est pas une agence spécialisée. Au lieu de cela, ses relations avec les Nations unies sont régies par un accord spécial ainsi que par son statut qui l'oblige à faire rapport chaque année à l’Assemblée générale et, le cas échéant, au Conseil de sécurité.

### Organisation internationale pour les migrations (OIM)
Depuis septembre 2016, l'Organisation internationale pour les migrations (OIM) est une organisation apparentée aux Nations unies dont le siège est à Genève, en Suisse. L'OIM est une organisation intergouvernementale qui fournit des services et des conseils en matière de migration aux gouvernements et aux migrants, y compris aux personnes déplacées à l'intérieur du pays, aux réfugiés et aux travailleurs migrants.

### Organisation pour l'interdiction des armes chimiques (OIAC)
L'Organisation pour l'interdiction des armes chimiques (OIAC) est une organisation intergouvernementale, basée à La Haye, aux Pays-Bas. L'organisation promeut et contrôle la mise en œuvre de la Convention sur les armes chimiques qui interdit l'utilisation des armes chimiques et exige leur destruction. La vérification consiste à la fois en des évaluations des déclarations des États membres et en des inspections sur place.

### Organisation mondiale du commerce (OMC)
L'Organisation mondiale du commerce a été créée à la place de la proposition avortée d'une agence spécialisée chargée des questions commerciales, l'Organisation internationale du commerce. Le siège de l’OMC se trouve à Genève, en Suisse.

## Résumé
| N°                        | Logotype                                                                               | Nom officiel                                                                                      | Abréviation | Siège (Pays) | Siège (ville)   | Établit | Précurseur établit | États membres | Autres participants | Carte et références |
| ------------------------- | -------------------------------------------------------------------------------------- | ------------------------------------------------------------------------------------------------- | ----------- | ------------ | --------------- | ------- | ------------------ | --- | --- | ------------------- |
| –                         |                                                                                        | United Nations                                                                                    | UN          | États-Unis   | New York City   | 1945    | 1920               | - États membres de l'Organisation des Nations unies | - États observateurs : Vatican, Palestine - Entité observatrice : Ordre de Malte - Organisation régionale observatrice : Union européenne - autres observateurs à l'Assemblée générale des Nations unies                                                                                    | ONU                 |
| Institutions spécialisées |                                                                                        |                                                                                                   |             |              |                 |         |                    | | |                     |
| 1                         |                                                                                        | Organisation des Nations unies pour l'alimentation et l'agriculture                               | FAO         | Italie       | Rome            | 1945    | —                  | - États membres de l'ONU sauf le Liechtenstein - Îles Cook, Niue | - membres associés : Îles Féroé, Tokelau - organisation membre = Union européenne | FAO                 |
| 2                         |                                                                                        | Organisation de l'aviation civile internationale                                                  | OACI        | Canada       | Montréal        | 1947    | —                  | - États membres de l'ONU sauf le Liechtenstein - Îles Cook, Niue | — | OACI                |
| 3                         |                                                                                        | Fonds international de développement agricole                                                     | IFAD        | Italie       | Rome            | 1977    | —                  | - États membres de l'ONU sauf : Andorre, Australie, Bahreïn, Brunei, Biélorussie, Bulgarie, Tchéquie, Lettonie, Liechtenstein, Monaco, Saint-Marin, Singapour, Slovénie, Slovaquie, Turkménistan - Îles Cook | - observateur : Vatican | IFAD                |
| 4                         |                                                                                        | Organisation internationale du travail                                                            | OIT         | Suisse       | Genève          | 1919    | —                  | - États membres de l'ONU sauf : Andorre, Bhoutan, Liechtenstein, États fédérés de Micronésie, Monaco, Nauru, Corée du Nord - Îles Cook | — | OIT                 |
| 5                         |                                                                                        | Organisation maritime internationale                                                              | OMI         | Royaume-Uni  | Londres         | 1959    | —                  | - États membres de l'ONU sauf : Afghanistan, Andorre, Bhoutan, Burkina Faso, Burundi, République centrafricaine, Tchad, Eswatini, Laos, Lesotho, Liechtenstein, Mali, États fédérés de Micronésie, Niger, Rwanda, Soudan du Sud, Tadjikistan, Ouzbékistan - Îles Cook | - membres associés : Îles Féroé, Hong Kong, Macao | OMI                 |
| 6                         |                                                                                        | Fonds monétaire international                                                                     | FMI         | États-Unis   | Washington D.C. | 1945    | —                  | - États membres de l'ONU sauf Cuba, Monaco et Corée du Nord - Kosovo | — | FMI                 |
| 7                         |                                                                                        | Union internationale des télécommunications                                                       | UIT         | Suisse       | Genève          | 1865    | —                  | - États membres de l'ONU - Vatican | - observateur : Palestine | UIT                 |
| 8                         |                                                                                        | Organisation des Nations unies pour l'éducation, la science et la culture                         | UNESCO      | France       | Paris           | 1946    | 1922               | - États membres de l'ONU sauf Israël, Liechtenstein - Îles Cook, Niue, Palestine | - membres associés : Anguilla, Aruba, Îles Vierges britanniques, Îles Caïmans, Curaçao, Îles Féroé, Macao, Montserrat, Nouvelle-Calédonie, Saint-Martin, Tokelau - observateur : Vatican | UNESCO              |
| 9                         |                                                                                        | Organisation des Nations unies pour le développement industriel                                   | ONUDI       | Autriche     | Vienne          | 1985    | 1966               | - États membres de l'ONU sauf Modèle:Andorra, Australie, Belgique, Brunei, Canada, Danemark, Estonie, France, Grèce, Islande, Lettonie, Liechtenstein, Lituanie, Nauru, Nouvelle-Zélande, Portugal, Saint-Marin, Singapour, Slovaquie, Royaume-Uni, États-Unis - Palestine | - observateurs : Vatican, Ordre de Malte | ONUDI               |
| 10                        |                                                                                        | Union postale universelle                                                                         | UPU         | Suisse       | Berne           | 1874    | —                  | - États membres de l'ONU sauf Andorre, Îles Marshall, États fédérés de Micronésie, Palaos - Vatican - Aruba, Curaçao et Saint-Martin (compte comme un seul membre) - Territoire britannique d'outre-mer (compte comme un seul membre) | - observateur : Palestine | UPU                 |
| 11                        |                                                                                        | Groupe de la Banque mondiale                                                                      | GBM         | États-Unis   | Washington D.C. | 1945    | —                  | - États membres de l'ONU sauf Andorre, Cuba, Liechtenstein, Monaco, Corée du Nord - Kosovo | — | GBM                 |
| 12                        |                                                                                        | Organisation mondiale de la santé                                                                 | OMS         | Suisse       | Genève          | 1948    | 1907               | - États membres de l'ONU sauf le Liechtenstein - Îles Cook, Niue | - membres associés : Porto Rico, Tokelau - observateur : Taipei chinois (2009–2016), Vatican, Palestine, Ordre de Malte | OMS                 |
| 13                        |                                                                                        | Organisation mondiale de la propriété intellectuelle                                              | OMPI        | Suisse       | Genève          | 1967    | —                  | - États membres de l'ONU sauf États fédérés de Micronésie, Palaos, Soudan du Sud - Îles Cook, Vatican, Niue | - observateurs : Palestine, plusieurs organisations intergovernmentales et non-governmentales | OMPI                |
| 14                        |                                                                                        | Organisation météorologique mondiale                                                              | OMM         | Suisse       | Genève          | 1950    | 1873               | - États membres de l'ONU sauf Guinée équatoriale, Grenade, Liechtenstein, Îles Marshall, Palaos, Saint-Christophe-et-Niévès, Saint-Vincent-et-les-Grenadines, et Saint-Martin - Îles Cook, Niue | - territoires membres : territoire britannique caribéens, Curaçao and Saint-Martin, Polynésie française, Hong Kong, Macao, Nouvelle-Calédonie | OMM                 |
| 15                        |                                                                                        | ONU Tourisme                                                                                      | OMT         | Espagne      | Madrid          | 1974    | 1925               | - États membres de l'ONU sauf Australie, Belgique, Belize, Canada, Danemark, Dominique, Estonie, Finlande, Grenade, Guyana, Islande, Irlande, Kiribati, Lettonie, Liechtenstein, Luxembourg, Îles Marshall, États fédérés de Micronésie, Nauru, Nouvelle-Zélande, Norvège, Russie, Saint-Christophe-et-Niévès, Sainte-Lucie, Saint-Vincent-et-les-Grenadines, Singapour, Îles Salomon, Somalie, Soudan du Sud, Suriname, Suède, Tonga, Tuvalu, Royaume-Uni, États-Unis                            | - membres associés : Aruba, Communauté flamande, Hong Kong, Macao, Madère, Porto Rico - observateurs : Vatican, Palestine | OMT                 |
| Related organizations     |                                                                                        |                                                                                                   |             |              |                 |         |                    | | |                     |
| 16                        | Preparatory Commission for the Comprehensive Nuclear-Test-Ban Treaty Organization Logo | Commission préparatoire de l'Organisation du Traité d'interdiction complète des essais nucléaires | OTICE       | Autriche     | Vienne          | 1996    | —                  | - États membres de l'ONU sauf Bhoutan, Inde, Maurice, Corée du Nord, Pakistan, Arabie saoudite, Somalie, Soudan du Sud, Syrie, Tonga, États-Unis, Yémen - Îles Cook, Vatican et Niue | — | OTICE               |
| 17                        |                                                                                        | Agence internationale de l'énergie atomique                                                       | IAÉA        | Autriche     | Vienne          | 1957    | —                  | - États membres de l'ONU sauf Andorre, Bhoutan, Guinée équatoriale, Guinée-Bissau, Kiribati, Maldives, États fédérés de Micronésie, Nauru, Corée du Nord, Sao Tomé-et-Principe, Îles Salomon, Soudan du Sud, Suriname, Timor oriental, Tuvalu - Vatican | - observateur : Palestine | AIÉA                |
| 18                        |                                                                                        | Organisation pour l'interdiction des armes chimiques                                              | OAIC        | Pays-Bas     | La Haye         | 1997    | —                  | - États membres de l'ONU sauf Égypte, Israël, Corée du Nord et Corée du Sud - Îles Cook, Vatican et Niue | — | OIAC                |
| 19                        | World Trade Organization (logo and wordmark)                                           | Organisation mondiale du commerce                                                                 | OMC         | Suisse       | Genève          | 1995    | 1948               | - États membres de l'ONU sauf Algérie, Andorre, Azerbaïdjan, Bahamas, Biélorussie, Bhoutan, Bosnie-Herzégovine, Comores, Guinée équatoriale, Érythrée, Éthiopie, Iran, Irak, Kiribati, Liban, Libye, Îles Marshall, États fédérés de Micronésie, Monaco, Nauru, Corée du Nord, Palaos, Saint-Marin, Sao Tomé-et-Principe, Serbie, Somalie, Soudan du Sud, Soudan, Syrie, Timor oriental, Tuvalu, Ouzbékistan - territoires douaniers membres : Union européenne, Hong Kong, Macao, Taipei chinois | - observateurs : Algérie, Andorre, Azerbaïdjan, Bahamas, Biélorussie, Bhoutan, Bosnie-Herzégovine, Comores, Guinée équatoriale, Éthiopie, Iran, Irak, Liban, Libye, Sao Tomé-et-Principe, Serbie, Somalie, Soudan du Sud, Soudan, Syrie, Timor oriental, Ouzbékistan, Turkménistan, Vatican | OMS                 |
| 20                        |                                                                                        | Organisation internationale pour les migrations                                                   | OIM         | Suisse       | Genève          | 1951    | —                  | 172 États membres | 8 États observateurs (plus 80 organisations intergouvernementales et non-gouvernementales) | OIM                 |